# Bessa remota
Bessa remota är en tvåvingeart som först beskrevs av Aldrich 1925.  Bessa remota ingår i släktet Bessa och familjen parasitflugor. Inga underarter finns listade i Catalogue of Life.